# Houssay (Loir-et-Cher)
Houssay é uma comuna francesa na região administrativa do Centro, no departamento Loir-et-Cher. Estende-se por uma área de 16,48 km². Em 2010 a comuna tinha 390 habitantes (densidade: 23,7 hab./km²).